# 静かに恋をして
『静かに恋をして』（しずかにこいをして）は、2014年10月1日にZAIN RECORDSから発売されたRyuのアルバム。

## 概要
日本での歌手デビュー10周年を記念したオリジナル・アルバム。「Winter Leaf～君はもういない」はRyuが尊敬している安全地帯の玉置浩二からの楽曲提供である。玉置曰く、「日本人が忘れてしまった謙虚さと歌に対して真摯に向き合う気持ち、そしてやっぱり甘くせつない恋、これを冬ソナで出会ったRyuへの想いとして作りました。」とコメントしている。

## 収録曲

### CD
DISC1
1. 静かに恋をして
作詞・作曲：Ryu　編曲：増崎孝司
2. Winter Leaf～君はもういない
作詞：玉置浩二、須藤晃　作曲：玉置浩二　編曲：安部潤
3. 歳月
作詞：松井五郎　作曲・編曲：Yoon Young Jun
4. Only One World
作詞：松井五郎　作曲：Ryu　編曲：小野塚晃
5. 生まれたての愛
作詞：凛々　作曲：寺島良一　編曲：Yoon Young Jun
6. 時の砂
作詞：加藤仁恵　作曲・編曲：Yoon Young Jun
7. 小部屋
作詞：Ryu、加藤仁恵　作曲：Ryu　編曲：klei
8. 儚い唇
作詞：松井五郎　作曲：Ryu　編曲：増崎孝司
9. Sunlight
作詞：Ryu（訳詞：松井五郎）　作曲・編曲：klei
10. I'd like to dance
作詞・作曲：Ryu　編曲：安部潤

CD2（初回盤のみ）
1. MOMENT
2. Let me get your love
3. 私がいなくなっても
4. My Memory
5. たいせつ
6. nobody knows
7. 君と永遠に
8. 群星
9. 少年時代
10. Believe
11. Snow Lake
12. 最初から今まで
13. 遅刻～cinema version～

### DVD
初回盤のみ
1. 聞こえない告白
2. 私がいなくなっても
3. Dream Lover
4. nobody knows
5. 遅刻
6. 最初から今まで(1cho)
7. 17月のカレンダー(1cho)
8. パラム(1cho)
9. MOMENT(1cho)
10. My Memory
11. 「静かに恋をして」セルフライナーノーツインタビュー

## レコーディング参加
- 増崎孝司（DIMENSION） - ギター
- 小野塚晃（DIMENSION） - ピアノ・キーボード
- 安部潤 - キーボード